# Шахкулу Устаджлу
Шахку́лу Устаджлу (Устаджлы, Устаджли азерб. Şahqulu — «Раб шаха») — кызылбашский полководец, амир аль-умара Азербайджана и Хорасана, бейларбей Астрабадской и Чухурсадской губерний (1551-1568).
Когда Хасан-бей Румлу повествует о событиях, произошедших в 1544 году, он говорит, что судьей Мешхеда был Султан Шахкулу, который являлся сыном Хамзы Султана Газага, который был назначен на должность судьи. Он занимал должность судьи в Кирмане и Астрабаде.
В 974 году хиджры (1567) султан Шахкулу, который занимал должность правителя Чухур-Саада отправил в Османскую империю посла с визирем Мурад-беком Исфахани, 500 молодыми людьми и несколькими высокопоставленными лицами, чтобы выразить соболезнования шаху Тахмасибу в связи со смертью султана Сулеймана и поздравить султана Селима. О его восхождении к власти также свидетельствует. Он познакомился с султаном Селимом в Эдирне и передал ему письмо и подарки, которые были посланы шахом.

## Жизнь
Согласно источникам, Шахкулу Султан Устаджлу был сыном Газах Султана, который являлся братом Чаяна Султана, одного из самых известных представителей династии Устаджлы. После того как он стал дядей Чаяна султана Гусейн-бека Лалы, он получил должность амира аль-умара шаха Исмаила. Дата рождения Шахкулу-султана не уточняется. В труде «История-Кызылбашан», который был опубликован анонимным автором, подробно рассказывается о нём.
Султан Шахкулу, который являлся сыном Газахского султана и племянником Чаянского султана, занимал должность судьи Мешхеда от имени Шаха Тахмасиба в течение многих лет. В 958 (1551) году шах Тахмасиб вызвал его и назначил судьей Исмаила Мирзы. Согласно шах Тахмасибу, он доверил свою армию Мухаммад-хану.
В 1539-1540 годах, когда до шах Тахмасиба вскоре было доведено известие о восстании Ходжи Мухаммеда Салеха Битикчи в Астрабаде и о взятии на себя управление провинцией, он приказал принять необходимые меры. На основании его указа был организован отряд войск, руководство которым было поручено Шахкулу-султану Устаджлу, Амиру-султану Румлу, Гусейнджану-султану Румлу и Хасан-беку Шамлу. Согласно указу, эти силы должны были отправиться в Астрабад, а по прибытии в этот район к этим силам должен был присоединиться бывший судья Астрабада Садреддин-хан Устаджлу и окружавшие его войска. Шахкулу Устаджлу и другие упомянутые эмиры немедленно отправились в регион. Когда Садреддин-хан услышал известие о приближении войск, посланных шах Тахмасибом, он проявил активность и двинулся на Астрабад. Мухаммед Салех Битикчи потерпел поражение и был убит по приказу шаха.
Судья Рустамдар Малик Джахангир ибн Кавус в 1540 году возглавил восстание против центрального правительства, собрав вокруг себя большое количество сторонников. Восстание было быстро подавлено, благодаря вмешательству шаха Тахмасиба. В состав армии, отправленной в Рустамдар по приказу шаха, также входит султан Устаджлу.

### Как судья Мешхеда
Хасан-бек Румлу в своей работе «Ахсан ат-Таварих» упоминает, что во время прибытия Хумаюн-шаха в 1544 году судьей Мешхеда был султан Шахкулу Устаджлу. В 1544-1545 годах Хумаюн и его спутники двинулись в сторону Мешхеда после посещения гробницы шаха Касима Анвара, расположенной в Харджардской деревне Джамин. В соответствии с указом шах Тахмасиба Хумаюн-шаха приветствовали в Мешхеде с большой церемонией и толпой. 8 апреля 1544 года Шахкулу Султан Устаджлу, бывший судьей Мешхеда, получил известие о прибытии этого великого гостя, вместе с городской знатью и эмирами приветствовал его в трех фарсангах Мешхеда. Окруженный этой толпой, Хумаюн-шах вошёл в Мешхед и, по имеющимся сведениям, пробыл в этом городе 40 дней.
В 1545 году Дин Мухаммед-хан Узбек напал на Хорасан. Шахкулу-султан Устаджлу вышел из города с группой своих слуг. Пока они находились в окрестностях Турука, пришло известие, что Дин Мухаммед и узбеки напали на город. Узбеки убили 60 его военачальников, в том числе Ахмета-агу Эшикагаса, Мохурдара и других. После этого они покидают город и направляются в Нишабур.
В 955 г. по хиджре (1548 г.) судьей Астрабада был Шахкулу-султан Устаджлу, сын Хамзы Султана Газаха. В 1548 году Али-султан Узбек напал на Астрабад с 6-тысячным войском. Об этом написано в «Ахсан ат-Таварих»:
В этом году Али-султан Узбек взял шесть тысяч всадников и напал на Астарабу, написав на доске своей мечты копию победы и грабежа черным пером и чернилами невежества. Шахкулу-султан Устаджлу вышел из Джурджана, как разъяренный лев, с 700 своими искусными дилаварами и напал на Али-султана. Весьма удивительно, что узбеки также стояли на своем. Короче говоря, эти два храбрых солдата обнажили мечи мести и приступили к обезглавливанию. Наконец враги отвернулись и обратились в бегство. Честные Дилавары преследовали узбеков до Гунбади-Кабуса, убили триста из них и отправили головы узбеков царю, который был прибежищем религии. Посланник Шахкулу-султана достиг армии шаха, которая была убежищем мира в Азербайджане, и Али объявил о поражении султана. Он был очень счастлив.

### Как судья Чухур-Саад
Искандер-паша в период 1549/1550 годов, заручившись поддержкой черкесских курдов, начал поход на Чухур-Саад. Он одерживает победу над деревенщиной, уничтожает Эриванский рынок и возвращается в Ван. В связи с этой новостью, султан Сулейман наградил его и передал ему власть над Эрзурумом. Таким образом, Искандер-паша является причиной возникновения новых конфликтов между Сефевидами и Османской империей. Несмотря на то, что эмиры Кызылбаша несколько раз обращались к нему с письмами, в которых просили его прекратить эту вражду, Искандер-паша отвечал им лишь угрозами и оскорблениями. Шахкулу-султан Устаджлу отправил письмо Искандар-паше, в котором осуждал его за действия, направленные против шаха Тахмасиба. Однако паша проигнорировал это послание. По указу шаха Тахмасиба, в 1551 году Шахкулу был назначен лялой Исмаила Мирзы, а после его смерти Румлу Гусейнхан стал амиром аль-умара Чухурсад.
Абаддин Ширази, который был назначен бейларбеем в Чухурсе в 1551 году, также подтверждает это. Шахкулу-султан, сын Хамзы-султана Газага, был освобожден от должности судьи Мешхеда в 1551 и назначен на должность бейларбека в этом городе.
В период с 958 по 1551 годы хиджры (1551 год нашей эры) шах Тахмасиб I принял решение положить конец независимости Шеки. В 1551 году шах Тахмасиб совершил поход на Шеки, дабы наказать за мятежность шекинского судьи. В тот период времени к Тахмасибу I пришли и грузины, которые были недовольны Дарвишем Мухаммед-ханом, который занимал должность шекинского судьи, и выразили свою лояльность. Вследствие известия о появлении армии Сефевидов, Дарвиш-хан укрывается в крепости Гелесан-Горесан. Одновременно с этим других чиновников отправили в замок Киш. В крепость Киш были направлены Шахкулу-султан, Севиндик-бек Горчубаши и Бадр-хан Устаджлу как чиновники.

### Укрытие Баязида в государстве Сефевидов
Османский султан Баязид в 1559 году, ища убежища в государстве Сефевидов, впервые прибыл в Чухурсу и нашёл убежище у Шахкулу. В период пребывания Баязида в городе Иреван Шахкулу, султан, обеспокоенный большим количеством беженцев, через посла передал свои требования шаху Тахмасибу и Газвину. Али-агу-сержанта Баязида отправляют вместе с ним во дворец шаха.Он опасался, что в случае заключения мирного договора, Амасья будет возвращена Османской империи. В ответном послании, адресованном османам Шахкулу Султан заявил о том, что Баязид скоро будет передан им шахом. Это время Шахкулу продолжал попытки удержать султана Баязида в плену. Али-ага Чавушбаши и Шахкулу Султан, являющиеся посланниками от имени Шахкулу султана, предстали перед Тахмасибом в Газвине. Шах Тахмасиб отправил письмо Шахкулу Султану, в котором просил его оказать Баязиду достойное гостеприимство. Находясь в присутствии Али-аги Чавушбаши, шах Тахмасиб дал клятву, что не будет выдавать шахзаде. Далее, вместе с посланцем Баязида он в 1558-1559 годах отправил своего посла в Чухурсу с большим количеством подарков, чтобы тот доставил его к Казвину. Согласно пути, шах Тахмасиб приказал своим приближенным приветствовать шахзаде Османской империи. По словам в письме, адресованном шаху Баязиду, он очень рад тому, что ему удалось посетить Сефевидов. В соответствии с приказом шаха Шахкулу должен был сопровождать султана Баязида в Нахчыван. На этой территории его должен был встретить министр Азербайджана Абдулла. Баязид и его сторонники, а также Султан Эльчи, Шахкулу Устаджлы и другие начали движение в направлении Тебриза. В соответствии с приказом шаха Тахмасиба, султан Шахкулу оставил их в Нахчыване и отправился в Иреван.

### Визит в Османскую империю
На протяжении всего времени после убийства шахзаде Баязида вопрос, связанный с ним, продолжал оставаться актуальным на фоне существующих связей между двумя странами. Так, шпионы из Османской империи донесли до дворца слухи о том, что якобы Орхан, который являлся старшим сыном шахзаде Баязида, жив и находится в безопасности на территории Сефевидов. Это известие вызвало сильный испуг у султана Селима II, и уже после того, как он стал султаном, он отправил своего гонца в дворец Сефевидов, чтобы проверить правдивость этой информации. По этой причине выживание Орхана и его притязания на трон могут стать серьёзной угрозой для султана Селима. Находясь в Казвине, посол Османской империи изучал данный вопрос. В конце концов, эмиры и сановники при дворе Сефевидов смогли убедить его в том, что вопрос о выживании шахзаде Баязида и его дальнейшей жизни в пределах Сефевидского государства не имеет никакого отношения к действительности.Данная информация была передана султану Селиму, и он сообщил, что после получения этой информации он стал более спокоен относительно своего будущего трона. Однако, как сообщают источники, эта тревога султана Селима не исчезла. Шах Тахмасиб, чтобы поздравить нового султана с восшествием на престол, выразить соболезнования в связи со смертью Сулеймана и успокоить султана по поводу того, что его сын Баязид находится в опасности, отправил в 1567 году Мурада-бека Исфахани, который был одним из 500 молодых людей, которые были направлены в Османскую империю для выполнения поручения. При встрече с султаном Селимом в Эдирне Шахкулу вручил ему письмо и подарки, которые были посланы шахом. Согласно информации источников, это письмо включало в себя 70 страниц и было написано в течение 8 месяцев. В своем послании Шах перечислил 95 турецких стихов. В составе делегации было около 300 всадников, которые были одеты в роскошные наряды, украшенные драгоценными камнями и золотом. Они также были оснащены седлами, которые были изготовлены из золота и серебра. В момент, когда на платье Шахкулу султана были драгоценные украшения, это было очень и очень красиво. Шах также взял с собой большую сумму денег, предназначавшуюся для раздачи бедным, которые жили в Османской империи после смерти султана Сулеймана. 15 апреля 1568 года султан Селим отдал приказ Пияла-паше, который занимал должность судьи в Восточной Анатолии, не выдавать деньги шаха бедным. Это было вызвано опасением, что Сефевиды могут использовать османского правителя в качестве пропагандиста среди анатолийских турок.

## Смерть
В 1568 году, после возвращения из Эдирне, Султан Шахкулу Устаджлы умер в Казвине. Впоследствии его смерти, после его кончины его войско было передано его сыну Мухаммад-хану Тохме.

## Семья
Сын султана Шахкулу, Мухаммад-хан Устаджлы, был назначен на должность бейларбея Чухур-Саада после смерти отца. Участники делегации, возглавляемые Мухаммад-ханом Устакли, известным под прозвищем Тохмак-хан, отправились в Стамбул 4 мая 1576 года. Как итог, после того как делегация прибыла в Стамбул, Чигалзаде (Синан-паша), являющийся одним из мастеров янычар, встретил Мухаммад-хана Устаджли верхом на лошади и занял позицию слева от него. Вслед за делегацией вышел болгарский бейларбей, который занял позицию по правую сторону от Мухаммад-хана. Посланник Сефевидов получил щедрое гостеприимство.